# Уца (Сондрио)
Уца је насеље у Италији у округу Сондрио, региону Ломбардија.
Према процени из 2011. у насељу је живело 257 становника. Насеље се налази на надморској висини од 1313 м.